# Krankenhaus weiblicher Ärzte
Krankenhaus weiblicher Ärzte e. V. (1908–1914 Vereinigung weiblicher Ärzte zur Gründung eines Frauenkrankenhauses in Groß-Berlin) war ein Verein in Berlin von 1908 bis nach 1921.

## Geschichte
1908 wurde die Vereinigung weiblicher Ärzte zur Gründung eines Frauenkrankenhauses in Groß-Berlin gegründet. Ihr Ziel war es, ein öffentliches Krankenhaus für Frauen zu schaffen, wie es in Zürich das Frauen- und Kinderkrankenhaus war. Dazu sollten die nötigen Geldmittel eingeworben und die rechtlichen Voraussetzungen geschaffen werden. Zu diesem Zeitpunkt bestand in Berlin nur eine Chirurgische Klinik weiblicher Ärzte als Privatklinik, die vor allem auf gynäkologische operative Eingriffe spezialisiert war. Ärztinnen konnten nur dort und in Privatpraxen arbeiten und nur Frauen und Kinder behandeln. Eine Anstellung in öffentlichen Krankenhäusern und für männliche Patienten war in dieser Zeit für sie nicht möglich. Das Projekt wurde von führenden Frauenrechtlerinnen unterstützt.
In den folgenden Jahren konnten zwar beträchtliche Geldsummen gesammelt werden, ein eigenes neues Krankenhaus wurde aber nicht geschaffen. Das Geld wurde vor allem zum Unterhalt der Privatklinik verwendet, die immer mehr minderbemittelte Patientinnen kostenlos versorgte und zu wenige vermögende Privatpatientinnen hatte.
1914 wurde einige Strukturveränderungen vorgenommen. Der Name wurde in Verein Krankenhaus weiblicher Ärzte umbenannt und dem Lyceum-Club angeschlossen. Dies bot eine sichere strukturelle Einbindung in diesen vermögenden Verein angesichts der veränderten äußeren gesellschaftlichen Bedingungen nach Beginn des Ersten Weltkriegs. Die Privatklinik weiblicher Ärzte wurde nun als Eigentum gekauft. Diese wandelte sich in der folgenden Zeit zu einer überwiegenden Geburtsklinik.
Die weitere Entwicklung des Vereins Krankenhaus weiblicher Ärzte ist unbekannt. 1921 bestand er noch. Ein öffentliches Frauenkrankenhaus wurde auch in den folgenden Jahren nicht gegründet.

## Mitglieder

### Allgemeines
Anfangs konnten nur Ärztinnen ordentliche Mitglieder mit Stimmrecht werden. Daneben gab es für Spenderinnen (und einige Spender) die Möglichkeit einer außerordentlichen Mitgliedschaft.
Ab 1914 konnten auch Laien ordentliche Mitglieder werden. Die Satzung gab allerdings den Ärztinnen anteilmäßig zusammen den gleichen Stimmenanteil wie allen Laien. Dies war bei einem Verhältnis von etwa 20:80 dann auch sinnvoll.

### 1908–1914
Vorsitzende
- Agnes Hacker (1860–1909), Gründerin

Vorstandsmitglieder
- Anna Kuhnow (1859–1923), Schatzmeisterin
- Franziska Tiburtius (1843–1927), Mitgründerin

Weitere ordentliche Mitglieder
- Emilie Lehmus (1841–1932), erste niedergelassene Ärztin in Deutschland
- Martha Wygodzinski (1869–1943), Ärztin und Politikerin (SPD)

Außerordentliche Mitglieder
- Gertrud Bäumer (1873–1954), Schriftstellerin, Frauenrechtlerin[3][4]
- Minna Cauer (1841–1922), Frauenrechtlerin
- Hedwig Dohm (1831–1919), Frauenrechtlerin
- Ottilie von Hansemann (1840–1919), Spenderin
- Hedwig Heyl (1850–1934), Vorsitzende des Lyceum-Cluubs
- Eliza Ichenhaeuser (1869–1932), Frauenrechtlerin
- Louise Marelle (1857 oder 1859–1940), Vorstandsmitglied im Lyceum-Club, Schriftstellerin
- Anna Pappritz (1861–1939), Frauenrechtlerin
- Anna Plothow (1853–1924), Frauenrechtlerin
- Alice Salomon (1872–1948), Frauenrechtlerin
- Franz von Liszt (1851–1919), Jurist
- Karl Schrader (1834–1913), Mitglied des Reichstags, Sozialförderer
- Theodor Weyl (1851–1913), Chemiker und Mediziner

### 1914–1921
Vorsitzende
- Irma Klausner-Cronheim (1874–1959), 1914–, 2. Vorsitzende, Ärztin
- Eliza Ichenhaeuser (1869–1932), 1921, Frauenrechtlerin, Publizistin[5]

Weitere Mitglieder
- Ethel Blume (1875–1918), Ärztin
- Maria Gleiss (1865–1940), Ärztin

## Publikationen
- Bericht der Vereinigung weiblicher Ärzte zur Gründung eines Frauenkrankenhauses in Gross-Berlin, 1910
- Jahresbericht des Verein Krankenhaus weiblicher Aerzte e.V. , angeschlossen an den Deutschen Lyceum-Club e.V. 1914, 1915